# Family (film)
 For alternative betydninger, se Family. (Se også artikler, som begynder med Family)
Family er en dansk portrætfilm fra 2001, der er instrueret af Sami Saif og Phie Ambo efter manuskript af førstnævnte.
Filmen blev i 2003 tildelt en Robert for årets lange dokumentarfilm.

## Handling
Instruktør- og kæresteparret Sami Saif og Phie Ambo rejser sammen ud for at finde Samis far, som forlod sin danske familie, da Sami var ganske lille. Inden dette ambitiøse filmprojekts start havde Samis højtelskede storebror begået selvmord, hans mor døde, og Sami stod alene tilbage med en voldsom sorg. Filmen er blevet et personligt og gribende drama præget af humor og stærke følelser.